# CXAM

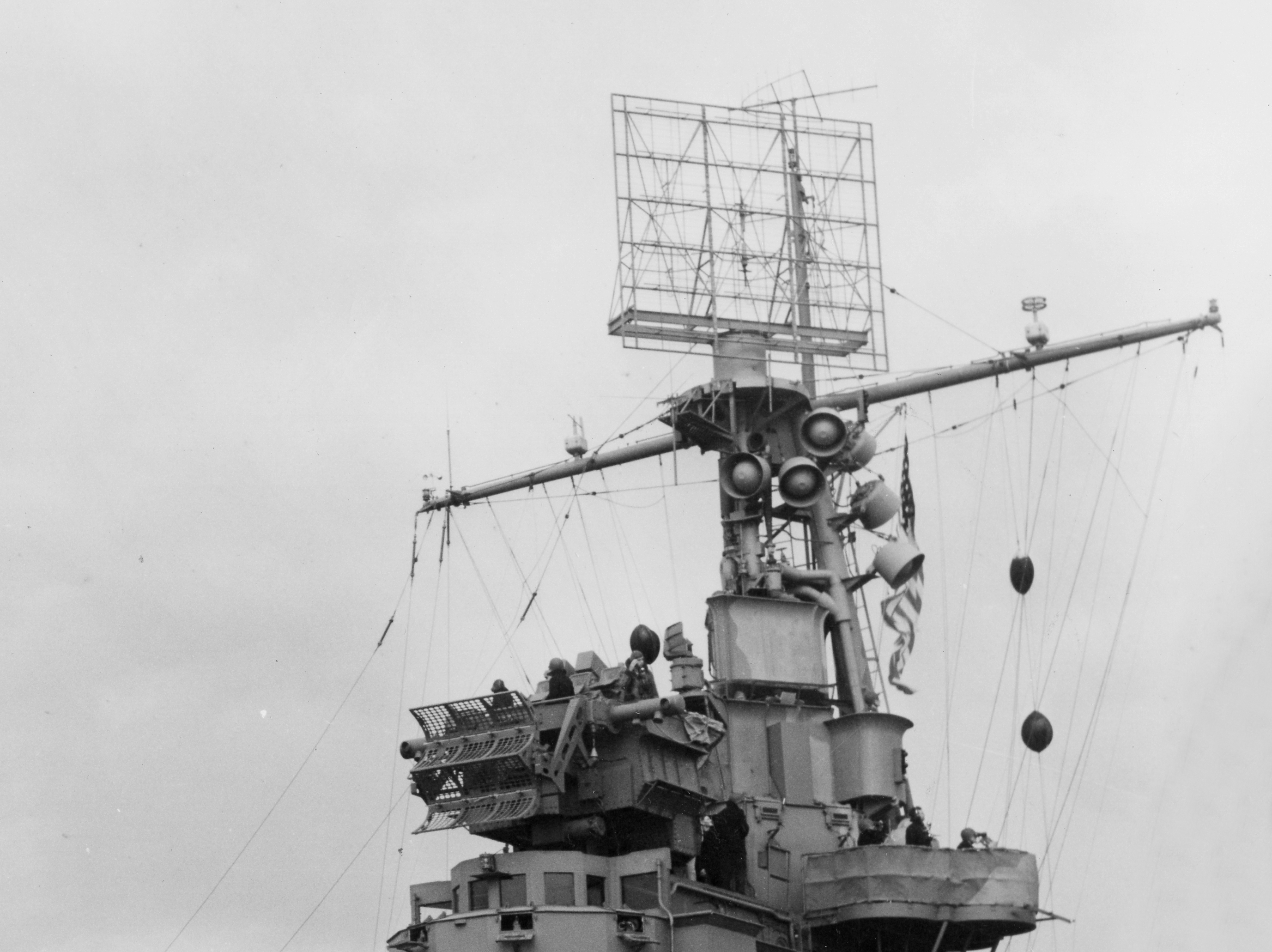
「レンジャー」搭載機（マスト頂部にCXAM-1のアンテナが設置されている）

CXAMは、アメリカ海軍研究所（NRL）が設計した2次元レーダー。アメリカ海軍が初めて艦隊配備した対空捜索レーダーである。また本項目では、同系列のSA, SC, SKレーダーについても扱う。

## CXAM
1936年8月、アメリカ海軍は、周波数200メガヘルツ（波長1.5メートル）の実験機であるXAFを製作し、1937年4月より駆逐艦「リアリー」に搭載しての洋上試験が開始された。また1938年末には、戦艦「ニューヨーク」に搭載されて演習にも参加した
これを元にした実用機としてNRLが開発したのがCXAMである。製造はRCA社が担当して、1940年5月より実艦搭載を開始し、8月までに戦艦「カリフォルニア」など戦艦・航空母艦・重巡洋艦 計6隻に搭載された。なお「カリフォルニア」は真珠湾攻撃で大破・着底したが、搭載するCXAMは回収されて、空母「ホーネット」に移設された。
また、1941年末からは、反射板をスクリーンとし、アンテナ旋回機構にも改良を加えたCXAM-1の引き渡しが開始され、こちらは1943年まで運用されていた。
- CXAM
  - 戦艦
    - カリフォルニア

  - 航空母艦
    - ヨークタウン
    - ホーネット ※後日装備

  - 重巡洋艦
    - ペンサコーラ
    - ノーザンプトン
    - チェスター
    - シカゴ

- CXAM-1
  - 航空母艦
    - レキシントン
    - サラトガ
    - レンジャー
    - エンタープライズ
    - ワスプ

  - 戦艦
    - テキサス
    - ペンシルバニア
    - ウェストバージニア
    - ノースカロライナ
    - ワシントン

  - 軽巡洋艦
    - シンシナティ

  - 水上機母艦
    - カーチス
    - アルベマール

## CXBE (SA)
CXAMはあまりに大掛かりであり、装備するには巡洋艦以上の大型艦である必要があった。このことから、より小型の艦にも搭載できるよう、アンテナを小型化して開発されたのがSAである。製造は引き続きRCA社が担当しており、1942年9月より引渡しが開始されて、最終的には計400基が生産された。その後、平面位置表示器（PPI）の導入などの改良を加えたSA-2（865基）、SA-3（225基）へと発展した。
また、さらにアンテナを1.52 m×1.83 mに小型化、重量45 kgに軽量化したSA-1も配備された。周波数も182 MHz（波長1.65 m）に変更されたが、アンテナの小型化（ビーム幅は45°×52°に太くなった）と相まって方位角精度3°に低下した。

## CXBD (SC)
ゼネラル・エレクトリック社によって開発されたCXAMの小型化版がSCである。1941年後半より配備が開始された。また1942年1月には、出力を倍増することで、探知距離をほぼ倍増するなどの改良を加えたSC-1が開発され、既存のSCはいずれもこちらに改装された。
その後、SC-1をもとにアンテナを大型化したSC-2（415基生産）、電子防護能力強化などを施したSC-3（200基生産）, SC-4（250基生産）が順次に配備されたほか、新開発のSRレーダーの計画遅延のため、さらにSC-5も100基生産された。

## CXFA (SK)
ゼネラル・エレクトリック社によって、いわば同社のSC-2をもとにCXAMと同大のアンテナを備えるものとして開発されたのがSKであり、大戦中のアメリカ海軍大型艦の標準的なレーダーとして広く配備された。
また海兵隊の地上配備用レーダーとしてSK-1M（後にAN/MPS-24に改称）も開発・配備されたほか、サイドローブ削減のため、ディッシュアンテナに変更したSK-2，-3も開発・配備された。

## 諸元表
|                  | CXAM | SA                                                                                                | SC-1 | SC-2                                                                                            | SK                                   |
| 周波数           | VHF (当時はPバンドと呼称)                                                                                                 | VHF (当時はPバンドと呼称)                                                                         | VHF (当時はPバンドと呼称)                                                                                  | VHF (当時はPバンドと呼称)                                                                       | VHF (当時はPバンドと呼称)            |
| 周波数           | 200 MHz | 220 MHz                                                                                           | 195～205 MHz または 215～225 MHz                                                                           | 195～205 MHz または 215～225 MHz                                                                | n/a                                  |
| パルス幅         | 3マイクロ秒 | 5マイクロ秒                                                                                       | 2～6マイクロ秒                                                                                             | 4マイクロ秒                                                                                     | 5マイクロ秒                          |
| パルス繰返周波数 | 1,640 pps | 60 pps                                                                                            | 60 pps | 60 pps                                                                                          | 60 pps                               |
| 送信尖頭電力     | 15 kW | 100 kW                                                                                            | 200 kW | 20 kW                                                                                           | 200 kW                               |
| アンテナ形式     | マットレス型 | マットレス型                                                                                      | マットレス型                                                                                               | マットレス型                                                                                    | マットレス型                         |
| アンテナ素子     | ダイポールアンテナ×15本                                                                                                   | ダイポールアンテナ×6本                                                                            | ダイポールアンテナ×6本                                                                                     | ダイポールアンテナ×12本                                                                         | ダイポールアンテナ×36本              |
| アンテナ寸法     | 5.18 m×5.49 m | 2.67 m×1.52 m                                                                                     | 2.59 m×2.29 m                                                                                              | 4.57 m×1.37 m                                                                                   | 5.18 m×5.18 m                        |
| アンテナ重量     | 544 kg | 227 kg                                                                                            | n/a | n/a                                                                                             | 1,043 kg                             |
| アンテナ利得     | 40 dB | 25 dB                                                                                             | 40 dB | n/a                                                                                             | 90 dB                                |
| ビーム幅         | 幅14°×高さ70° | 幅30°×高さ52°                                                                                     | 幅30°×高さ40°                                                                                              | 幅20°×高さ50°                                                                                   | 幅20°×高さ17°                        |
| 回転速度         | 5 rpm | 1.25 または 5 rpm                                                                                 | 5 rpm | n/a                                                                                             | 4.5 rpm                              |
| 探知距離         | 130 km (高度3,048 mのPBYに対して) 93 km (高度3,048 mの戦闘機に対して) 30 km (戦艦・巡洋艦に対して) 22 km (駆逐艦に対して) | 74 km (爆撃機に対して) 56 km (戦闘機に対して) 22 km (戦艦・巡洋艦に対して) 15 km (駆逐艦に対して) | 約110 km (爆撃機に対して) 約90 km (戦闘機に対して) 約40 km (戦艦・巡洋艦に対して) 約10 km (駆逐艦に対して) | 148 km (高度3,048 mの爆撃機に対して) 74 km (高度3,048 mの戦闘機に対して) 37 km (主力艦に対して) | 185 km (高度3,048 mの爆撃機に対して) |
| 精度             | 距離300 yd (270 m) | 距離100 yd (91 m) / 角度1°                                                                        | 距離100 yd (91 m) / 角度5°                                                                                 | 距離100 yd (91 m) / 角度3°                                                                      | 距離100 yd (91 m) / 角度1°           |
| 分解能           | 距離400 yd (370 m) / 角度3°                                                                                               | 距離500 yd (460 m) / 角度25°                                                                      | 距離500 yd (460 m) / 角度10°                                                                               | 距離300 yd (270 m) / 角度10°                                                                    | 距離900 yd (820 m) / 角度10°         |